# 後宮之烏
《後宮之烏》是日本作家白川紺子所創作的奇幻小說系列，共7卷。截至2022年4月，系列發行量超過120萬本。改編電視動畫於2022年10月1日首播。

## 故事大綱
在皇宮深處，有一位傳說中居住夜明宮的特殊嬪妃-烏妃，不需侍寢也不需接觸外界，她會利用獨特的『法術』，從咒殺到尋找失物，什麼委託都願意接受且實現。

## 登場人物
柳寿雪（聲：水野朔）
現任烏妃，原姓氏為欒，深居於夜明宮，雖為嬪妃，卻無須侍寢，少與外界接觸，利用頭上的牡丹花頭飾使出法術，如同謎一般孤高的存在。真實身份為前朝皇室遺族(除了欒氏之外，還有古代信仰鳌神的王朝--杼朝的血統，是欒氏的祖先)把原本銀白色的頭髮染黑以作掩飾。母親為前朝皇族和婢女所生的庶女，故名冊上沒有其名字，一度成功逃離皇宮追殺，躲進市井，成為妓女，化名鶲玉。小時候和母親逃離先皇的追殺時於青樓相依為命。在母親遭人舉捕處決後，因自己沒上戶籍而躲過一劫，卻又被人販子抓走，賣進楊家當奴婢，手臂上留下被視為奴婢的桂花印。然而，她早於失去母親的朔月之夜裏，被夜遊神烏漣娘娘所選中，後透過星星/哈拉拉的金雞之箭(由其尾巴的羽毛所化)射到楊家屋頂作為送達的神諭，被宦官送進皇宮由上代烏妃麗娘養育8年，直到夏高峻登基前成為新一代烏妃。
個性看似高冷孤傲，但其實有體貼他人的內心，同時亦有貪吃中式點心的一面，一開始討厭擅闖夜明宮的夏高峻，但在相處之下漸對他暗生好感。此外，由於經常替人解決幽鬼之事，所以不知不覺間成為後宮眾人的信仰及心靈寄托。
由於初次見面太過饑餓而想過把眼前「肥雞」星星吃掉，所以和能洞悉人心的星星相處不來。
在破壞初代烏妃香薔的結界時，受到反噬而一度使人格被烏漣娘娘短暫取代，後在同父異母的兄長衛青在烏漣娘娘和梟的幫助下，以真名喚醒她的靈魂。之後能和烏漣娘娘直接精神對話，並答應找到其半身及解放對方，以助祂能和鳌神決戰。
從烏妃的身份解脫後，把祀典使的職務托付給新任巫女阿俞拉，透過烏和梟兄妹的星烏為信使與皇帝保持聯繫，成功廢除烏妃一職。跟隨花娘的父親雲知德以海商的身份周游列國多年，以上貢的方式向花娘報平安，直至年老時終與退位後的夏高峻團聚，偶然到離宮與他下棋。
夏高峻（聲：水中雅章、小市真琴（少年時代））
當代皇帝，年紀輕輕便即位，曾為廢太子，小時候歷經過殘酷的宮庭鬥爭，長大後集結兵力殺掉專權的太后登基，登基後對皇宮烏妃的傳說感到好奇，同時亦有事相求而前往夜明宮，對初次見面的烏妃-柳寿雪感到驚豔，之後隨著相處時間拉長，三不五時會往夜明宮跑去及送贈點心，知道壽雪的身世後多次贈她魚形佩飾及撤銷對前朝皇室遺族的追殺令(因名册上的前朝皇族已全數處決，延續追殺後代只會傷害無辜)，以示他永不殺害壽雪的決心，希望寿雪能擺脫關於烏妃的宿命。
在被梟(化名封宵月，烏漣娘娘的兄長)所傷後，傷痕化為羽毛印記，能透過大海螺或梟化身的星烏和梟精神對話，並答應與衪合作，讓烏漣娘娘脫離烏妃身體，兩者回復自由。
在烏妃擁有欒氏皇族血統的真相曝光后，設立「祀典使」一職，讓她負責統領祭事的星烏廟，以此保住其性命。在壽雪離開後，正式廢除烏妃一職，以梟製作的宦官封宵月和烏保持聯繫，也借助星烏為信使和遠游海外的壽雪通信。
因童年經歷而不喜歡後宮生活，所以僅有一子一女。晚年時，把皇位傳給皇太子（鶴妃沙那賣晚霞之子）後，在離宮與壽雪團聚。
衛青（聲：八代拓）
輔佐夏高峻的宦官，原名雀兒，小時候出生於風月場所，在母親去世後，為了逃離選擇前往皇宮，但入宮即遭到師傅和師兄弟等宦官侵犯和迫害，這時剛好被夏高峻所救，為了報答其恩情發誓絕對忠於其主，曾在夏高峻不在場時對烏妃-柳寿雪表明並不喜歡她，而柳寿雪亦對他坦白的態度表示敬佩。
後來在柳寿雪的人格被烏漣娘娘短暫取代時，眾人透過花街門路查清及推斷出他實為柳寿雪同父異母的兄長，兩人的母親皆為生父欺騙會替其贖身，因而懷孕生下孩子(後來生父又因欺騙其他妓女而被殺)。他以血親的身份在烏漣娘娘和梟的幫助下，用寿雪的真名喚醒她。不過兩人皆揚言絕不以兄妹相稱及相處。
九九（聲：高野麻里佳）
飛燕宮的宮女，個性直率且喜歡照顧人，柳寿雪假扮宮女查案時認識，事件結束後從飛燕宮調往夜明宮受聘服侍烏妃，因為九九的出現，讓本來清幽的夜明宮氣氛開始變得熱絡起來，同時也常督促柳寿雪出宮走走跟交朋友。最終陪伴壽雪離宮成為海商。
溫螢（聲：島崎信長）
輔佐夏高峻的宦官，擅長格鬥，受衛青之命保護及監視壽雪，性格上較淡海沉穩。小時候出身赤雀(賣藝人)，因出手救助險被侵犯的女樂師而冒犯客人，反遭到虐打及被賣入宮中，臉上也留下傷痕。對善待宮人和救贖幽鬼的烏妃心存感激，認為這是對他們最大的救贖。最終陪伴壽雪離宮成為海商。
淡海（聲：岡本信彦）
輔佐夏高峻的宦官，受衛青之命保護壽雪，擅收集情報、射箭和格鬥，性格上較溫螢活潑。曾為富戶出身，因家道中落而淪為盜賊，後被官兵所捕及被賣入宮而成為宦官。喜愛出宮辦事時順便收集情報。最終陪伴壽雪離宮成為海商。
衣斯哈（聲：平田真菜）
飛燕宮的少年宦官，居住在海邊的少數民族哈彈族出身(也是第一代冬之王的出身種族)，擁有巫的體質。被自己師傅虐待時剛好被路過的柳寿雪所救，之後轉往夜明宮任職，和九九與夜明宮裡的神鳥-星星(哈拉拉)之間相處十分融洽。在故鄉沒有機會上學，因此得夜明宮眾人教育下，努力讀書識字。
認識身為鳌神巫女的同鄉阿俞拉(曾化名隱娘)，後隨着阿俞拉接任成為烏的巫女，他也陪伴阿俞拉，加入冬官府接受教育，未來接任冬官一職。
雲花娘（聲：上田麗奈）
鴛鴦宮的嬪妃，當代後宫的二之妃，宰相的長孫女，夏高峻的青梅竹馬，因傾心的愛戀之人已離世，拒絕再嫁他人，故嫁入後宮躲避，替沒有皇后的夏高峻管理後宮。對夏高峻而言，也是避免有雲家血緣的皇子誕生和外戚專權的最佳辦法。由於遠比較年幼妃嬪成熟，深得皇帝相任及後宮眾人尊敬，加上娘家地位尊崇，所以在收養皇太子後，被立為皇后。
與烏妃柳寿雪之間一見如故，並沒有對寿雪另眼相看，兩人反而成為知心好友，視她如姊妹般相處，稱她為「阿妹」。花娘也會準備各色點心來招待她。
在寿雪擁有欒氏皇族血統的真相曝光後，聯合各宮妃嬪上書請願免除死罪，藉此也取得作為朝中重臣的叔叔雲行德幫忙請願。後來請長年海外經商的父親雲知德照顧離宮後的壽雪，終獲壽雪稱呼為「阿姊」。

## 出版書籍
| 集數 | 集英社         | 集英社                 | 三采文化       | 三采文化               |
| 集數 | 發售日期       | ISBN                   | 發售日期       | ISBN                   |
| ---- | -------------- | ---------------------- | -------------- | ---------------------- |
| 1    | 2018年4月20日  | ISBN 978-4-08-680188-1 | 2022年9月30日  | ISBN 978-9-57-658897-6 |
| 2    | 2018年12月18日 | ISBN 978-4-08-680225-3 | 2022年10月28日 | ISBN 978-9-57-658898-3 |
| 3    | 2019年8月21日  | ISBN 978-4-08-680267-3 | 2022年11月25日 | ISBN 978-9-57-658968-3 |
| 4    | 2020年4月17日  | ISBN 978-4-08-680314-4 | 2022年12月23日 | ISBN 978-9-57-658983-6 |
| 5    | 2020年12月18日 | ISBN 978-4-08-680353-3 | 2023年1月6日   | ISBN 978-9-86-342436-9 |
| 6    | 2021年8月20日  | ISBN 978-4-08-680400-4 | 2023年3月10日  | ISBN 978-626-358007-7  |
| 7    | 2022年4月21日  | ISBN 978-4-08-680441-7 | 2023年4月14日  | ISBN 978-6-26-358039-8 |

## 迴響
截至2021年9月，系列發行量超過90萬本。截至2022年4月，系列發行量超過100萬本。

## 電視動畫
2021年12月14日，宣佈將獲改編為動畫。2022年4月14日，宣佈獲改編為將於2022年10月首播的電視動畫。

### 製作人員
- 原作：白川紺子《後宮之烏》（集英社Orange文庫）
- 導演：宮脇千鶴
- 系列構成：大島里美
- 角色原案：香魚子
- 角色設計、總作畫監督：竹內進二
- 概念設計：宮脇千鶴
- 小物設定：中村由美
- 美術設定：河野次郎
- 美術監督：中村典史
- 色彩設計：歌川律子
- 攝影監督：渡邊有正
- 剪輯：白石茜
- 音響監督：明田川仁
- 音響效果：安藤由衣
- 音響製作：Magic Capsule
- 音樂：橘麻美
- 音樂製作人：山內真治
- 音樂監製：安谷屋光生
- 音樂製作：Aniplex
- 企劃：岩上敦宏、瓶子吉久、佐藤弘幸、國枝信吾、渡邊勝也、青井浩、田崎勝也、小川悅司
- 執行製作人：三宅將典
- 總製作人：瓜生恭子、小玉慶太、樋口弘光
- 製作人：、齊藤壯一郎、前川貴史
- 原作協力：「集英社Orange文庫編輯部」手賀美砂子、波津恆一郎、宮崎溫子
- 聯合製作人：
- 動畫製作：BN Pictures
- 出品：《後宮之烏》製作委員會（Aniplex、集英社、BN Pictures、movic、東販、丸井集團、BS11、關西電視台放送）

### 主題曲
| 類別   | 歌曲                                          | 作詞            | 作曲        | 編曲                             | 歌手   |
| ------ | --------------------------------------------- | --------------- | ----------- | -------------------------------- | ------ |
| 片頭曲 | 《MYSTERIOUS》（第13話為片尾曲）              |                 |             | 女王蜂、塚田耕司，弦樂編曲：美央 | 女王蜂 |
| 片尾曲 | 《夏之雪》（夏の雪）（第1話未使用、第13話為片頭曲） | 岩井郁人、krage | Fumito Iwai | Fumito Iwai                      | krage  |

### 各話列表
| 話數     | 日文標題 | 中文標題        | 劇本     | 分鏡             | 演出     | 作畫監督 | 首播日期       |
| -------- | -------- | --------------- | -------- | ---------------- | -------- | --- | -------------- |
| 第一話   |          | 翡翠的耳飾 前篇 | 大島里美 | 宮脇千鶴         | 南康宏   | 高倉香惠、諏訪可奈惠、和田伸一 上野泰寬、川崎玲奈、月岡英明、野崎麗子                                                       | 2022年 10月1日 |
| 第二話   |          | 翡翠的耳飾 後篇 | 大島里美 | 久慈悟郎         | 久慈悟郎 | 新田綾子、飯飼一幸、長谷川一生 月岡英明、大西陽一                                                                           | 10月8日        |
| 第三話   |          | 花笛            | 大島里美 | 南康宏           | 南康宏   | 岡郁美、皆川愛香利、飯飼一幸 重国浩子、服部憲知                                                                             | 10月15日       |
| 第四話   |          | 雲雀公主        | 立原正輝 | 中島大輔         | 中島大輔 | 鈴木幸江、小野和寬、工藤裕加 小金丸篤美、西島加奈、大浦藍子、見嶋梨香                                                       | 10月22日       |
| 第五話   |          | 懷刀            | 立原正輝 | 西森章           | 康村諒   | 上野泰寬、坪田慎太郎、和田伸一 川﨑玲奈、高倉香恵、諏訪可奈惠                                                               | 10月29日       |
| 第六話   |          | 夏之王、冬之王  | 大島里美 | 高林久弥         | 高林久弥 | 新田綾子、長谷川一生、月岡英明 伊藤美奈、鎌田均、河原久美子、鈴木幸江                                                       | 11月5日        |
| 第七話   |          | 向琉璃祈願      | 大島里美 | 久慈悟郎         | 久慈悟郎 | 岡郁美、皆川愛香利、飯飼一幸 服部憲知、野崎麗子                                                                             | 11月12日       |
| 第八話   |          | 青燕            | 立原正輝 | 西森章           | 南康宏   | 鈴木幸江、西島加奈、工藤裕加 小野和寬、見島梨香、大浦藍子、小金丸篤美                                                       | 11月19日       |
| 第九話   |          | 水之聲          | 立原正輝 | 中島大輔         | 中島大輔 | 坪田慎太郎、和田伸一、高倉香惠 上野泰寬、諏訪可奈惠                                                                         | 11月26日       |
| 第十話   |          | 面具男          | 立原正輝 | 笹原嘉文         | 笹原嘉文 | 新田綾子、長谷川一生、月岡英明 河原久美子、川邊雄介、洪範錫 谷口繁則、高倉香惠、上野泰寬、服部憲知                          | 12月3日        |
| 第十一話 |          | 布局            | 大島里美 | 西森章           | 上田茂   | 岡郁美、川邊雄介、飯飼一幸 服部憲知、野崎麗子、MICO、張民浩                                                                 | 12月10日       |
| 第十二話 |          | 兄妹            | 大島里美 | 西森章、久慈悟郎 | 南康宏   | 鈴木幸江、工藤裕加、小野和寬 大浦藍子、小金丸篤美、野崎麗子 板倉和弘、飯飼一幸、諏訪可奈惠、高倉香惠                        | 12月17日       |
| 第十三話 |          | 想夫香          | 大島里美 | 宮脇千鶴         | 康村諒   | 諏訪可奈惠、高倉香惠、上野泰寬 和田伸一、新田綾子、服部憲知 飯飼一幸、長谷川一生、川邊雄介 張民浩、金信友、朴守福、竹內進二 | 12月24日       |

### 播映平台
| 播映地區         | 播映平台                                                                                                 | 播映日期                | 播映時間              | 備註   |
| ---------------- | --- | ----------------------- | --------------------- | ------ |
| 臺灣             | Netflix、 巴哈姆特動畫瘋、 KKTV、 Hami Video、 中華電信MOD、 friDay影音、 myVideo、 LINE TV、 CATCHPLAY+ | 2022年10月1日－12月24日 | 星期六 24:00（UTC+8） | [ 7 ]  |
| 香港             | myTV SUPER Ani-One 專區                                                                                  | 2022年10月1日－12月24日 | 星期六 24:00（UTC+8） | [ 8 ]  |
| 香港、澳門、臺灣 | bilibili                                                                                                 | 2022年10月1日－12月24日 | 星期六 24:00（UTC+8） | [ 9 ]  |
| 東南亞           | Aniplus                                                                                                  | 2022年10月1日－12月24日 | 星期六 24:00（UTC+8） | [ 10 ] |

### 藍光&DVD
| 卷數 | 發行日期              | 收錄話數       | 規格編號      | 規格編號      |
| 卷數 | 發行日期              | 收錄話數       | 藍光版        | DVD版         |
| ---- | --------------------- | -------------- | ------------- | ------------- |
| 1    | 2022年12月21日        | 第1話－第2話   | ANZX-16301/2  | ANZB-16301/2  |
| 2    | 2023年1月25日         | 第3話－第4話   | ANZX-16303/4  | ANZB-16303/4  |
| 3    | 2023年2月22日         | 第5話－第6話   | ANZX-16305/6  | ANZB-16305/6  |
| 4    | 2023年3月29日         | 第7話－第8話   | ANZX-16307/8  | ANZB-16307/8  |
| 5    | 預定2023年4月26日發行 | 第9話－第10話  | ANZX-16309/10 | ANZB-15309/10 |
| 6    | 預定2023年5月24日發行 | 第11話－第13話 | ANZX-163011/2 | ANZB-16311/2  |

## 外部連結
- 集英社官方網站（日語）
- 電視動畫官方網站（日語）
- 電視動畫的X（前Twitter）（日語）
- 在Netflix上觀看《後宮之烏》
- 在巴哈姆特動畫瘋上觀看《後宮之烏 （页面存档备份，存于）》